# Santa Catarina Masahuat
Santa Catarina Masahuat è un comune del dipartimento di Sonsonate, in El Salvador.